# Farnito di Corigliano Calabro
Farnito di Corigliano Calabro este o arie protejată (arie specială de conservare — SAC, sit de importanță comunitară — SCI) din Italia întinsă pe o suprafață de 132 ha, integral pe uscat.

## Localizare
Centrul sitului Farnito di Corigliano Calabro este situat la coordonatele 39°34′31″N 16°29′16″E / 39.575278°N 16.487778°E.

## Înființare
Situl Farnito di Corigliano Calabro a fost declarat sit de importanță comunitară în septembrie 1995 pentru a proteja 19 specii de animale. Situl a fost protejat și ca arie specială de conservare în iunie 2017.

## Biodiversitate
Situată în ecoregiunea mediteraneană, aria protejată conține 3 habitate naturale: Galerii de Salix alba și de Populus alba, Păduri de Quercus ilex și Quercus rotundifolia, Păduri de stejar alb estice.
La baza desemnării sitului se află mai multe specii protejate:
- păsări (17): pițigoi codat (Aegithalos caudatus), cucuvea (Athene noctua), șorecarul comun (Buteo buteo), sticlete (Carduelis carduelis), porumbel gulerat (Columba palumbus), pițigoi albastru (Cyanistes caeruleus), măcăleandru (Erithacus rubecula), cinteză (Fringilla coelebs), prigoare (Merops apiaster), grangur (Oriolus oriolus), pițigoi mare (Parus major), ciocănitoarea verde (Picus viridis), țiclete (Sitta europaea), turturică (Streptopelia turtur), silvie cu cap negru (Sylvia atricapilla), silvie roșcată (Sylvia cantillans), silvie mediteraneană (Sylvia melanocephala)
- reptile (2): șarpele cu patru dungi (Elaphe quatuorlineata), țestoasă bănățeană (Testudo hermanni)

Pe lângă speciile protejate, pe teritoriul sitului au mai fost identificate 3 specii de amfibieni, 7 specii de mamifere, 3 specii de reptile.